# Rhicnoderma humilis
Rhicnoderma humilis är en insektsart som beskrevs av Rehn, J.A.G. 1905. Rhicnoderma humilis ingår i släktet Rhicnoderma och familjen Romaleidae. Inga underarter finns listade i Catalogue of Life.